# オハイオ郡 (インディアナ州)
オハイオ郡（英: Ohio County）は、アメリカ合衆国インディアナ州の南東部に位置する郡である。オハイオ川でケンタッキー州と接しており、郡名もオハイオ川から採られた。オハイオ州とケンタッキー州に跨るシンシナティ・北ケンタッキー大都市圏に属している。公式には1844年に設立され、インディアナ州の郡としては遅い設立である。面積、人口共に州内最小である。2010年国勢調査での人口は6,128人であり、2000年の5,623人から9.0％増加した。郡庁所在地はライジングサン市（人口2,304人）であり、同郡で人口最大の都市でもある。
郡内には法人化された都市がライジングサン市の1つのみであり、他には多くの小さな未編入の町がある。地方レベルのサービスを提供する4つの郡区に分かれている。3本の州道が郡内を通っている。

## 歴史
まず1803年にディアボーン郡のインディアナ準州の一部として設立され、その後1816年のインディアナ州昇格前後に何度か領域が修正された。1814年、スウィッツァランド郡がディアボーン郡から分離して設立された。オハイオ郡もディアボーン郡から分離したが、それはかなり後の1844年のことだった。郡名は東側郡境となるオハイオ川から採られた。
オハイオ郡庁舎は1845年に郡庁所在地ライジングサンに建設された。2階建てギリシャ復古調煉瓦造りの建物であり、横約60フィート (18 m)、奥行き約40フィート (12 m) あった。ドーリア式の柱で支えられたポルチコがあった。この建物は現在も使われ続けている庁舎として州内最古のものである。

## 地理
アメリカ合衆国国勢調査局に拠れば、郡域全面積は87.43平方マイル (226.4 km2)であり、このうち陸地86.14平方マイル (223.1 km2)、水域は1.29平方マイル (3.3 km2)で水域率は1.48％である。

オハイオ郡の図、郡区と町が見られる

オハイオ郡は北をディアボーン郡に接し、ローリー・クリークが郡境になっている。西側境界の一部2マイル (3 km) 足らずが北西のリプリー郡との境になっている。南はスウィッツァランド郡で、東はオハイオ川越しにケンタッキー州ブーン郡になっている。

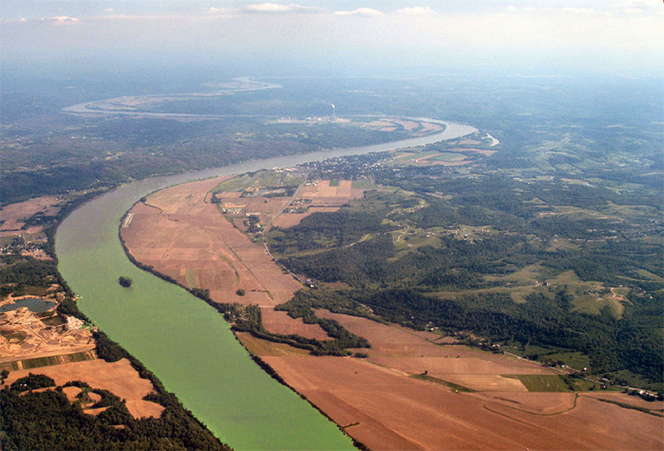
オハイオ川沿いのライジングサン市

### 交通
- アメリカ国道50号線（近接）
- インディアナ州道56号線
- インディアナ州道156号線
- インディアナ州道262号線

郡内に州間高速道路やアメリカ国道は通っていないが、アメリカ国道50号線はオハイオ郡の北側境界から2マイル (3 km) 以内を走っている。州道は3本が郡内を通っている。州道56号線は南のスウィッァランド郡から入り、南側境界に沿って東に進み、その後北のライジングサン市を抜けて川沿いに進み、北のディアボーン郡に入る。州道156号線はスウィッァランド郡を川沿いに進み、オハイオ郡へは最南東部で入り、その後州道56号線に出会って終端となる。州道262号線は北西のディルスボロから郡内に入り、オハイオ川に近いライジングサンで終わっている。
郡内に使用されている鉄道路線は無い。

### 隣接する郡
- ディアボーン郡 - 北
- ブーン郡 (ケンタッキー州) - 東
- スウィッツァランド郡 - 南
- リプリー郡 - 北西

## 気候と気象
近年、郡庁所在地であるライジングサン市の平均気温は1月の21°F (-6 ℃) から7月の87°F (31 ℃) まで変化している。過去最低気温は1994年1月に記録された-23°F (-31 ℃) であり、過去最高気温は1988年7月に記録された104°F (40 ℃) である。月間降水量は10月の2.92インチ (74 mm) から6月の4.83インチ (123 mm) まで変化している。

## 郡政府
郡政府は憲法による政体であり、インディアナ州憲法とインディアナ州法典によって特別の権力を認められている。

### 郡政委員会
郡政委員会は郡政府の立法府であり、郡の歳出や歳入を管理している。委員は郡内の選挙区から選出され、任期は4年間である。給与、年間予算、特別支出を設定する責任がある。郡レベルで所得税や資産税、消費税、サービス税を課する限定付き権限があるが、所得税と資産税は州の承認を要する。

### 行政委員会
行政委員会は郡政府の行政府である。委員は郡全体を選挙区に選出され、任期は4年間で2年毎に半数が改選される。委員の一人、通常は最も経験のある者が議長になる。行政委員会は郡政委員会が決めた法を実行し、税金を集め、郡政府の日々の機能を管理する責任がある。

### 郡裁判所
郡は幾らかの民事訴訟を扱うことのできる小規模裁判所を維持している。判事は4年間任期で選出され、インディアナ州法廷弁護士協会の会員でなければならない。判事を補助するのがコンスタブルと呼ばれる法執行官であり、やはり4年間任期で選出される。特定の事件における判決に対しては、ディアボーン郡と共有する巡回裁判所に控訴できる。

### 郡政府役人
上記以外に、保安官、検視官、監査官、財務官、登記官、測量士および巡回裁判所事務官が選挙で選ばれている。任期は4年間であり、郡政府の異なる部門を監督している。郡政府に選ばれる役人は支持政党を公にすることが求めら、また郡の住人でなければならない。
各郡区は消防と救急サービス、生活保護と墓地の管理などを行う委託者を持っている。この委託者は3人の委員による郡区委員会に支援されている。委託者と委員は4年間人気で選出されている。
オハイオ郡はアメリカ合衆国下院議員インディアナ州第9選挙区に属し、2012年時点では共和党議員を選出している。インディアナ州議会上院では第43選挙区に属しており、下院では第68選挙区に属している。

## 人口動態
以下は2000年の国勢調査による人口統計データである。
| 基礎データ - 人口: 5,623人 - 世帯数: 2,201 世帯 - 家族数: 1,586 家族 - 人口密度: 25人/km2（65人/mi2） - 住居数: 2,424軒 - 住居密度: 11軒/km2（28軒/mi2） 人種別人口構成 - 白人: 98.70% - アフリカン・アメリカン: 0.48% - ネイティブ・アメリカン: 0.12% - アジア人: 0.14% - 太平洋諸島系: 0.02% - その他の人種: 0.05% - 混血: 0.48% - ヒスパニック・ラテン系: 0.44% 先祖による構成 - ドイツ系：38.4％ - アメリカ人：26.6％ - イギリス系：10.0％ - アイルランド系：9.9％ | 年齢別人口構成 - 18歳未満: 24.8% - 18-24歳: 7.8% - 25-44歳: 28.6% - 45-64歳: 25.0% - 65歳以上: 13.7% - 年齢の中央値: 38歳 - 性比（女性100人あたり男性の人口） - 総人口: 97.0 - 18歳以上: 96.2 世帯と家族（対世帯数） - 18歳未満の子供がいる: 31.9% - 結婚・同居している夫婦: 59.9% - 未婚・離婚・死別女性が世帯主: 8.5% - 非家族世帯: 27.9% - 単身世帯: 23.2% - 65歳以上の老人1人暮らし: 10.2% - 平均構成人数 - 世帯: 2.53人 - 家族: 3.00人 収入と家計 - 収入の中央値 - 世帯: 41,348米ドル - 家族: 48,801米ドル - 性別 - 男性: 37,297米ドル - 女性: 25,242米ドル - 人口1人あたり収入: 19,627米ドル - 貧困線以下 - 対人口: 7.1% - 対家族数: 5.8% - 18歳未満: 7.5% - 65歳以上: 11.4% |

## 郡区
オハイオ郡はカス、パイク、ランドルフ、ユニオンの4つの郡区に分割されている。

## 都市と町
郡内には唯一の法人化都市であるライジングサン市があり、オハイオ川の岸、郡東部に位置する郡庁所在地である。

### 未編入の町
| - アバディーン - バスコムコーナー - ベアブランチ - ブルー - バッファロー | - キャンプショア - コフィールドコーナー - ダウニーコーナー - フレンチ | - ハートフォード - ミルトン - ノースランディング - ペイト |

## 教育
郡内には1つの学校法人が管理する2つの学校がある。オハイオ郡小・中学校は2009年から2010年の学校年度で児童数636人である。ライジングサン高校は同年度で生徒数264人である。